# A.D.H.D
A.D.H.D – debiutancki album studyjny polskiego rapera Bezczela. Wydawnictwo ukazało się 22 marca 2013 roku nakładem wytwórni muzycznej Proforma Label. Nagrania wyprodukowali Poszwixxx, Welon, Bob Air, Kaszpir, PSR, Młody GRO, Chmurok oraz Zelo. Z kolei wśród gości znaleźli się m.in. Ero, Pyskaty, VNM, Paluch oraz WSRH.
Płyta zadebiutowała na 6. miejscu zestawienia OLiS i uzyskała certyfikat złotej. 

## Lista utworów
Opracowano na podstawie materiału źródłowego.
1. "Dusza (Intro)" (produkcja: Poszwixxx) - 2:01
2. "A.D.H.D." (produkcja: Chmurok) - 3:40
3. "Urodzeni z krzykiem, wychowani w buncie" (produkcja: Welon, gościnnie: Kala) - 3:31
4. "Proforma 2" (produkcja: Poszwixxx, gościnnie: Sitek, Ero, Ede, Pyskaty, Poszwixxx, VNM) - 4:53
5. "Zatrutych uczuć woń" (produkcja: Bob Air) - 6:11
6. "Prawo ponad prawem" (produkcja: Kaszpir) - 4:08
7. "Swego pewien" (produkcja: PSR, gościnnie: Paluch) - 3:26
8. "Epizod" (produkcja: Młody GRO) - 3:11
9. "Anioły i demony" (produkcja: Poszwixxx, gościnnie: WSRH) - 4:32
10. "Wszystko czego potrzebuję" (produkcja: Chmurok) - 3:59
11. "Doprawdy?" (produkcja: Poszwixxx, gościnnie: Joter, Cira) - 3:10
12. "Rzeźnia" (produkcja: Zelo, gościnnie: PTP, Sobota) - 5:17
13. "Nie umiemy żyć ze sobą, nie umiemy żyć bez siebie" (produkcja: Poszwixxx, gościnnie: Kroolik Underwood) - 3:48
14. "Outro…" (produkcja: Poszwixxx) - 1:36